# Makuri naga
Le makuri naga est une langue tibéto-birmane parlée en Birmanie et dans l'État du Nagaland, en Inde.

## Répartition géographique
Le makuri naga est parlé en Birmanie dans le district de Hkamti situé dans la Région de Sagaing et en Inde dans les Phek et de Kiphire, dans l'État du Nagaland.

## Classification interne
À l'intérieur des langues tibéto-birmanes, le makuri naga fait partie du sous-groupe des langues naga.
La langue a plusieurs  dialectes, le phuvle (chomi), le makheotle (makhale), le sengphuvle (samphuri), le muvle (longphuri) et le jeile (salomi).

## Phonologie
Les tableaux montrent l'inventaire des phonèmes consonantiques et vocaliques des dialectes chomi et makhale.

### Voyelles
|         | Antérieure  | Centrale | Postérieure |
| ------- | ----------- | -------- | ----------- |
| Fermée  | [i] [y] [ɪ] |          | [ɯ] [u]     |
| Moyenne |             | [ə]      |             |
| Ouverte | [ɛ]         |          | [a] [ɔ]     |

### Consonnes
|              |              | Labiales | Dentales | Alvéolaires | Alvéolaires | Vélaires |
| ------------ | ------------ | -------- | -------- | ----------- | ----------- | -------- |
| Centrales    | Palatales    | Labiales | Dentales |             |             | Vélaires |
| Occlusives   | Sourdes      | [p]      | [t]      |             | [c]         | [k]      |
| Occlusives   | Aspirées     | [pʰ]     | [tʰ]     |             | [cʰ]        | [kʰ]     |
| Affriquées   | Sourdes      |          | [t͡s]     |             | [ t͡ʃ ]      |          |
| Affriquées   | Aspirées     |          | [t͡sʰ]    |             |             |          |
| Fricatives   | Sourdes      | [f]      | [s]      |             | [ ʃ ]       |          |
| Fricatives   | Sonores      | [v]      | [z]      |             | [ ʒ]        |          |
| Nasales      | Nasales      | [m]      | [n]      |             | [ ɲ]        | [ŋ]      |
| liquide      | liquide      |          | [l]      |             |             |          |
| Spirantes    | Spirantes    |          |          | [ɹ]         |             |          |
| Semi-voyelle | Semi-voyelle | [w]      |          |             | [ j]        |          |

### Tons
Le makuri naga est une langue tonale qui possède trois tons, bas, descendant et haut.

## Source
- (en) Vong Tsuh Shi, 2009, Discourse Studies of Makuri Naga Narratives, thèse, Payap University.